# Jalal Abdi
Jalal Abdi, né le 26 décembre 1993 à Sari, est un joueur de football iranien qui évolue au poste de défenseur.

## Biographie
De 2014 à 2017, il joue une cinquantaine de matchs en première division iranienne.
Il remporte, avec le club de l'Esteghlal Khuzestan, un titre de champion d'Iran.

## Palmarès
- Champion d'Iran en 2016 avec l'Esteghlal Khuzestan
- Finaliste de la Supercoupe d'Iran en 2016 avec l'Esteghlal Khuzestan